# Mickey Curtis
Mickey Curtis (ミッキー・カーチス, Mikkī Kāchisu), né le 23 juillet 1938, est un acteur, chanteur et personnalité japonaise de télévision. Né de parents nippo-anglais, son nom de naissance est Michael Brian Curtis.
Figure de proue dans la musique populaire japonaise, Mickey est considéré comme l'un des trois grands noms japonais de la musique rock, contribuant à populariser le genre dans les années 1950 où il a commencé comme chanteur rockabilly,. En 1967, il est devenu internationalement connu pour son groupe de rock avant-gardiste Mickey Curtis & The Samurai. Après cinq ans, Mickey dissout le groupe et retourne au Japon en 1972 où il commence à produire d'autres musiciens.
En tant qu'acteur, son premier rôle est celui d'un chanteur de rock dans le film Tout sur le mariage (1958) de Kihachi Okamoto et il a depuis joué dans plus de 70 films. A plus de 70 ans, il est l'une des plus célébrités les plus âgées au Japon et une personnalité régulière de la télévision. En dehors de sa carrière de divertissement, il a également été pilote de course et possède un magasin de motos dans l'arrondissement Meguro de Tokyo. Mickey Curtis parle japonais, anglais, français, allemand, italien et thaï.

## Filmographie partielle
| Année | Film                                                                                       | Rôle                |
| ----- | ------------------------------------------------------------------------------------------ | ------------------- |
| 1959  | Feux dans la plaine (Nobi' 野火)                                                           | Nagamatsu           |
| 1963  | Brave Records of the Sanada Clan (en) (Sanada fūunroku 真田風雲録)                         |                     |
| 1989  | Gunhed                                                                                     | Bansho              |
| 1992  | 8 Man (Eitoman - Subete no sabishii yoru no tame ni 8マン すべての寂しい夜のために)        | Franc-tireur        |
| 1995  | Kamikaze Taxi (en)                                                                         | Animaru             |
| 1996  | Swallowtail and Butterfly (Suwarōteiru スワロウテイル)                                     | Docteur             |
| 1996  | Fudoh: The New Generation (Gokudō sengokushi: Fudō 極道戦国志 不動)                        | Yasha Gang Assassin |
| 1998  | Blues Harp                                                                                 |                     |
| 1998  | Hana no O-Edo no Tsuribaka Nisshi (花のお江戸の釣りバカ日誌)                               |                     |
| 2001  | Cowboy Bebop, le film                                                                      | Rasheed             |
| 2001  | Lily Festival (Yurisai 百合祭)                                                             |                     |
| 2001  | De l'eau tiède sous un pont rouge (Akai hashi no shita no nurui mizu 赤い橋の下のぬるい水) | Nobuyuki Ohnishi    |
| 2002  | Agitator (Araburu tamashii-tachi 荒ぶる魂たち)                                             | Yokomizo            |
| 2002  | The Laughing Frog (en) (Warau Kaeru 笑う蛙)                                                | Kiichiro Aisawa     |
| 2002  | Aiki (en)                                                                                  | Miyaji              |
| 2003  | Yakuza Demon (鬼哭)                                                                        |                     |
| 2004  | Izo                                                                                        |                     |
| 2005  | Custom Made 10.30 (en)                                                                     | Un dieu             |
| 2008  | SS (manga) (en)                                                                            | Président Nishiyama |
| 2008  | Kurosagi (en) (Eiga Kurosagi 映画 クロサギ)                                                |                     |
| 2008  | Cafe Isobe (en) (Junkissa Isobe 純喫茶磯辺)                                                | Hongo               |
| 2011  | Deadball (en) (Deddobōru デッドボール)                                                     |                     |
| 2012  | Robo-G (en) (Robo Ji ロボジー)                                                             | Shigemitsu Suzuki   |

## Source de la traduction
- (en) Cet article est partiellement ou en totalité issu de l’article de Wikipédia en anglais intitulé « Mickey Curtis » (voir la liste des auteurs).